# Treyvaux
Treyvaux est une localité et une commune suisse du canton de Fribourg, située dans le district de la Sarine.

## Géographie
Treyvaux mesure 1 144 ha. 6,2 % de cette superficie correspond à des surfaces d'habitat ou d'infrastructure, 63,5 % à des surfaces agricoles, 29,6 % à des surfaces boisées et 0,7 % à des surfaces improductives.
Treyvaux est limitrophe de Bois-d'Amont, Gibloux, La Roche, Le Mouret et Pont-la-Ville.

## Toponymie
Nommée Tribus Vallibus entre 1163 et 1166, l'ancien nom allemand de Treyvaux est Treffels. Treyvaux se prononce  en patois fribourgeois.

## Démographie
Treyvaux compte 1 531 habitants en 2022. Sa densité de population atteint 134 hab./km2.
Le graphique suivant résume l'évolution de la population de Treyvaux entre 1850 et 2010 :

## Sociétés locales
Le village de Treyvaux comprend un grand nombre de sociétés locales par habitant : 16 sociétés pour 1 441 habitants en 2014. Ces sociétés sont actives dans le domaine musical (chœurs et fanfare), sportif (football, unihockey, volley-ball, gymnastique, tir, pétanque, moto), social (camaraderie militaire, samaritains, jeunesse) et culturel (troupe de théâtre, Théâtre de L'Arbanel). La société de musique, fondée en 1902, est la plus ancienne.

## Monuments
Une ferme du centre du village ainsi que l'Église Vers-Saint-Pierre, construite au IXe siècle, sont classés parmi les biens culturels d'importance nationale. 

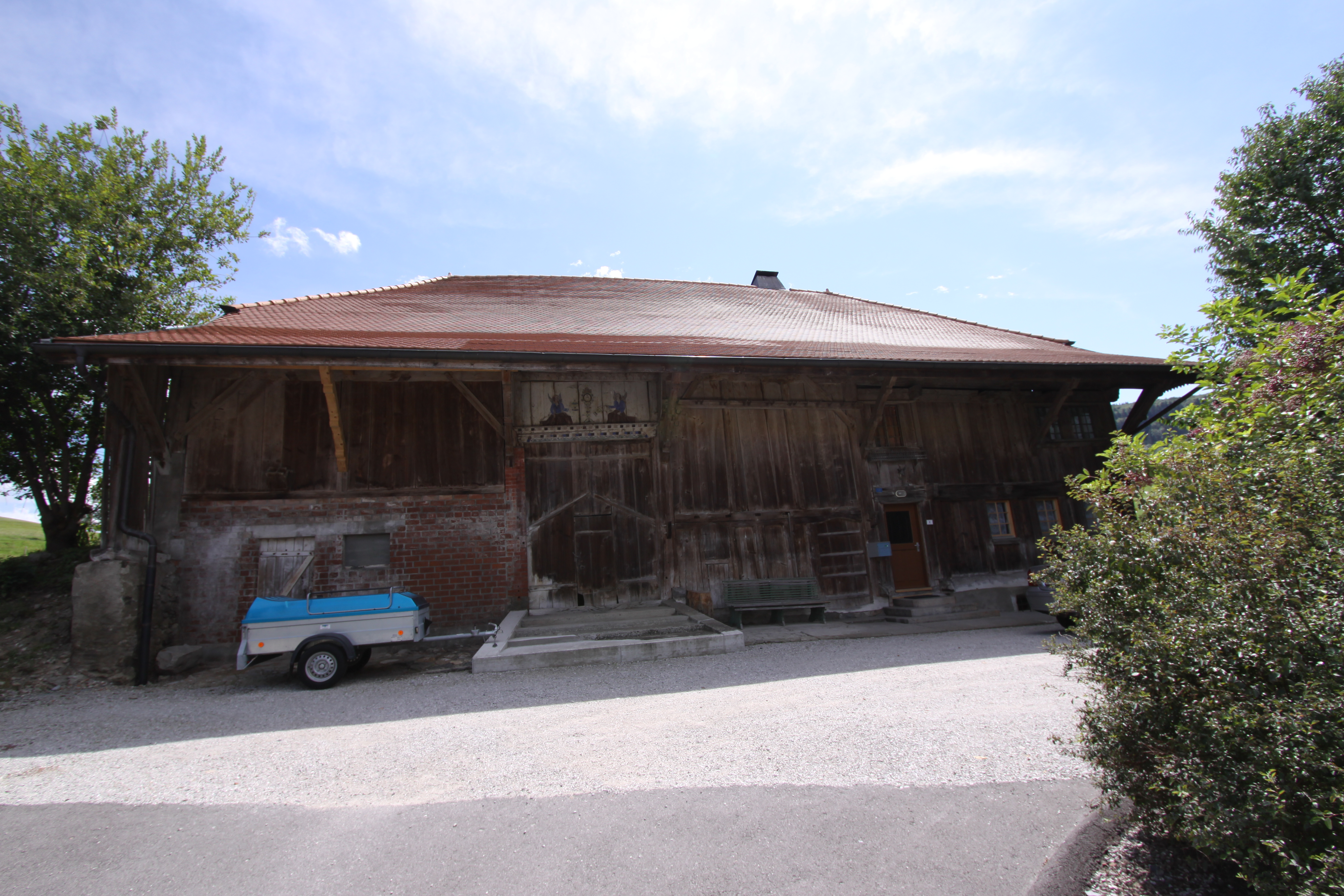
Ferme au Pré-de-la-Maison 12.
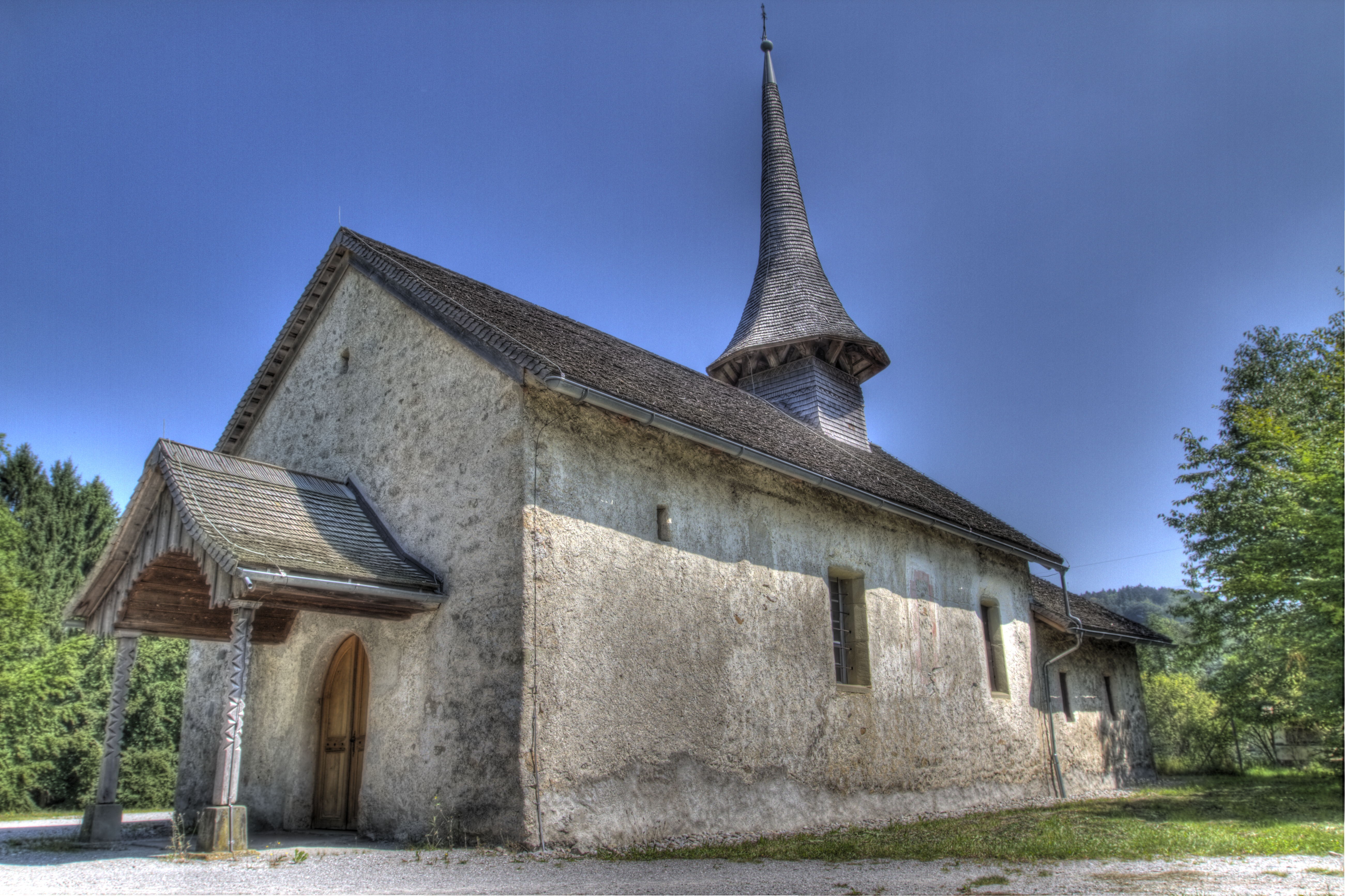
Vue extérieur de l'ancienne église Saint-Pierre.

## Personnalités notables liées à la commune
- Jacques Gachoud (1657-1726), jésuite surnommé Apôtre des esclaves et Père des Arméniens[9] ;
- Dr Emile Kaiser (1869-1937), curé, animateur de la paroisse et des sociétés locales[10] ;
- Denis Papaux (1895-1974), industriel, fondateur de la menuiserie, fabrique de fenêtres et volets à rouleaux, permettant au village d'assurer son développement industriel[10],[11] ;
- Maxime Quartenoud (1935-1956), conseiller d'État[12] ;

- Pierre Quartenoud (1902-1947), agriculteur, poète et auteur dramatique en langue patoise[10] ;
- Justin Sciboz, agriculteur, curieux de l'histoire du village : il a exploré les archives de la région et écrit de nombreuses notices sur des sujets divers[10] ;
- Jean-Jacques Sudan, affidé de Pierre-Nicolas Chenaux, membre du Club helvétique de Paris, au XVIIIe siècle[10] ;
- Anne-Marie Yerly (1949-), comédienne de théâtre et de télévision ;
- Joseph Yerly (1896-1961), appelé le « capitaine », paysan et poète en langue patoise, auteurs de nouvelles, de romans et de pièces de théâtre, membre de la Société des Écrivains suisses, dont les œuvres ont été publiées[10],[13] ;
- Pierre Yerly (1923-1981), agriculteur, député au Grand Conseil Fribourgeois, fervent mainteneur des traditions rurales[10] ;
- Anne-Marie Yerly-Quartenoud (1936-), auteure et spécialiste du patois fribourgeois.
- Max Bielmann, curé de Crésuz, poète patoisant, auteur de Tzantâdè, pititè mayintzètè ![14].